# Eudimorphodontidae
De Eudimorphodontidae zijn een groep (familie) pterosauriërs behorend tot de Eopterosauria, die leefden tijdens het Laat-Trias (vroeg-Norien tot Rhaetien) van Europa.

In 2014 definieerden Brian Andres, James Michael Clark en Xu Xing een klade Eudimorphodontidae. Sommige fylogenetische analyses toonden aan dat Eudimorphodontidae een jonger synoniem is van Campylognathoididae, maar uitgebreidere analyses toonden aan dat Eudimorphodontidae basaal staat ten opzichte van Macronychoptera, die Campylognathoididae en meer afgeleide pterosauriërs (Breviquartossa) omvat. Wang et al. (2009) stelden vast dat Eudimorphodontidae zes soorten omvatten (de monospecifieke Peteinosaurus, Raeticodactylus en Caviramus, en drie soorten Eudimorphodon), maar ze definieerden de clade niet. Brian Andres (2010, in press) definieerde Eudimorphodontidae en vond Peteinosaurus er het nauwst aan verwant. Bovendien vond hij een monofyletische Eudimorphodon-clade (in tegenstelling tot Wang et al., 2009 en Dalla Vecchia, 2009) en definieerde hij twee onderfamilies binnen Eudimorphodontidae. De Eudimorphodontinae omvat alle taxa die nauwer verwant zijn aan Eudimorphodon ranzii dan aan Raeticodactylus filisurensis, terwijl de Raeticodactylinae alle taxa omvat die nauwer verwant zijn aan Raeticodactylus filisurensis dan aan Eudimorphodon ranzii. Meer recentelijk werden Raeticodactylus en Caviramus ondergebracht in hun eigen familie Raeticodactylidae. Het onderstaande cladogram volgt die analyse.
|  | Preondactylus buffarinii  |
|  |                           |
|  | Austriadactylus cristatus |
|  |                           |

|  | Raeticodactylus filisurensis |
|  |                              |
|  | Caviramus schesaplanensis    |
|  |                              |

|  | Arcticodactylus cromptonellus                                                      |
|  |                                                                                    |
|  | \| \| Carniadactylus rosenfeldi \| \| \| \| \| \| Eudimorphodon ranzii \| \| \| \| |
|  |                                                                                    |
|  | Carniadactylus rosenfeldi                                                          |
|  |                                                                                    |
|  | Eudimorphodon ranzii                                                               |
|  |                                                                                    |

|  | Carniadactylus rosenfeldi |
|  |                           |
|  | Eudimorphodon ranzii      |
|  |                           |

|  | Raeticodactylus filisurensis |
|  |                              |
|  | Caviramus schesaplanensis    |
|  |                              |

|  | Arcticodactylus cromptonellus                                                      |
|  |                                                                                    |
|  | \| \| Carniadactylus rosenfeldi \| \| \| \| \| \| Eudimorphodon ranzii \| \| \| \| |
|  |                                                                                    |
|  | Carniadactylus rosenfeldi                                                          |
|  |                                                                                    |
|  | Eudimorphodon ranzii                                                               |
|  |                                                                                    |

|  | Carniadactylus rosenfeldi |
|  |                           |
|  | Eudimorphodon ranzii      |
|  |                           |

|  | Raeticodactylus filisurensis |
|  |                              |
|  | Caviramus schesaplanensis    |
|  |                              |

|  | Arcticodactylus cromptonellus                                                      |
|  |                                                                                    |
|  | \| \| Carniadactylus rosenfeldi \| \| \| \| \| \| Eudimorphodon ranzii \| \| \| \| |
|  |                                                                                    |
|  | Carniadactylus rosenfeldi                                                          |
|  |                                                                                    |
|  | Eudimorphodon ranzii                                                               |
|  |                                                                                    |

|  | Carniadactylus rosenfeldi |
|  |                           |
|  | Eudimorphodon ranzii      |
|  |                           |

|  | Raeticodactylus filisurensis |
|  |                              |
|  | Caviramus schesaplanensis    |
|  |                              |

|  | Arcticodactylus cromptonellus                                                      |
|  |                                                                                    |
|  | \| \| Carniadactylus rosenfeldi \| \| \| \| \| \| Eudimorphodon ranzii \| \| \| \| |
|  |                                                                                    |
|  | Carniadactylus rosenfeldi                                                          |
|  |                                                                                    |
|  | Eudimorphodon ranzii                                                               |
|  |                                                                                    |

|  | Carniadactylus rosenfeldi |
|  |                           |
|  | Eudimorphodon ranzii      |
|  |                           |

|  | Preondactylus buffarinii  |
|  |                           |
|  | Austriadactylus cristatus |
|  |                           |

|  | Raeticodactylus filisurensis |
|  |                              |
|  | Caviramus schesaplanensis    |
|  |                              |

|  | Arcticodactylus cromptonellus                                                      |
|  |                                                                                    |
|  | \| \| Carniadactylus rosenfeldi \| \| \| \| \| \| Eudimorphodon ranzii \| \| \| \| |
|  |                                                                                    |
|  | Carniadactylus rosenfeldi                                                          |
|  |                                                                                    |
|  | Eudimorphodon ranzii                                                               |
|  |                                                                                    |

|  | Carniadactylus rosenfeldi |
|  |                           |
|  | Eudimorphodon ranzii      |
|  |                           |

|  | Raeticodactylus filisurensis |
|  |                              |
|  | Caviramus schesaplanensis    |
|  |                              |

|  | Arcticodactylus cromptonellus                                                      |
|  |                                                                                    |
|  | \| \| Carniadactylus rosenfeldi \| \| \| \| \| \| Eudimorphodon ranzii \| \| \| \| |
|  |                                                                                    |
|  | Carniadactylus rosenfeldi                                                          |
|  |                                                                                    |
|  | Eudimorphodon ranzii                                                               |
|  |                                                                                    |

|  | Carniadactylus rosenfeldi |
|  |                           |
|  | Eudimorphodon ranzii      |
|  |                           |

|  | Raeticodactylus filisurensis |
|  |                              |
|  | Caviramus schesaplanensis    |
|  |                              |

|  | Arcticodactylus cromptonellus                                                      |
|  |                                                                                    |
|  | \| \| Carniadactylus rosenfeldi \| \| \| \| \| \| Eudimorphodon ranzii \| \| \| \| |
|  |                                                                                    |
|  | Carniadactylus rosenfeldi                                                          |
|  |                                                                                    |
|  | Eudimorphodon ranzii                                                               |
|  |                                                                                    |

|  | Carniadactylus rosenfeldi |
|  |                           |
|  | Eudimorphodon ranzii      |
|  |                           |

|  | Raeticodactylus filisurensis |
|  |                              |
|  | Caviramus schesaplanensis    |
|  |                              |

|  | Arcticodactylus cromptonellus                                                      |
|  |                                                                                    |
|  | \| \| Carniadactylus rosenfeldi \| \| \| \| \| \| Eudimorphodon ranzii \| \| \| \| |
|  |                                                                                    |
|  | Carniadactylus rosenfeldi                                                          |
|  |                                                                                    |
|  | Eudimorphodon ranzii                                                               |
|  |                                                                                    |

|  | Carniadactylus rosenfeldi |
|  |                           |
|  | Eudimorphodon ranzii      |
|  |                           |

De Eudimorphodontidae zijn de zustergroep van de Raeticodactylidae binnen de Eudimorphodontoidea. Bekende soorten zijn naast E. ranzii, Carniadactylus en Eudimorphodon cromptonellus. Het gaat om kleine basale vormen uit het Laat-Trias die zich onderscheiden door het bezit van tanden met meerdere kroonpunten.
In 2020 echter vond een onderzoek van Matthew G. Baron over de onderlinge verwantschappen tussen vroege pterosauriërs geen bewijs voor het bestaan van de clade Eopterosauria (de clade waartoe ook eudimorphodontiden zouden kunnen behoren) als een vroeg divergerende clade binnen de pterosauriërs. Bovendien vond hij geen bewijs voor een monofyletische Eudimorphodontidae, daarom bracht hij zowel Arcticodactylus als Carniadactylus onder in een clade die hij Caviramidae noemde, en vond hij dat Eudimorphodon het zustertaxon van de Novialoidea was.